# Étienne de Stainville
Étienne de Stainville, scris uneori Stefan respectiv Stephan von Steinville, (n. 1660 – d. 10 octombrie 1720, Sibiu, Monarhia Habsburgică) a fost un general imperial, din 23 martie 1710 până în 1720 comandantul armatei staționate în Principatul Transilvaniei, cu intervenții de asemenea în Banatul Craiovei (Oltenia austriacă), precum și împotriva principilor Nicolae Mavrocordat  în Țara Românească (1716) respectiv Mihai Racoviță în Moldova (1717).

## În Oltenia și Transilvania
O reprezentare a generalului se află în Biserica Sfântul Ierarh Nicolae din Olănești, ctitorii ocupând funcții importante în cadrul administrației imperiale a Olteniei.
Generalul Stainville a supravegheat construirea drumului strategic care lega Tălmaciul de Cozia, drum numit via Carolina, cu referire la împăratul Carol al VI-lea al Sfântului Imperiu Roman.
A supravegheat de asemenea construcția Cetății Alba Carolina.

## Intervenția în Moldova
„După vro zece ani, în vremea războiului dintre austriaci și turci, la 1716, Vasile Ciaurul, care era un barbat cu duh neastîmparat și ajunsese la treapta de stolnic, visînd lucruri mari, a propus generalului Stainville, care comanda trupele împărătești la Sibiu, să-i deie un ajutor de cîteva sute de oameni, luînd asupra lui să izgonească, prin ajutorul număroșilor partizani ce zicea că-i are în Moldova, pe Mihai Racoviță și să apuce domnia, recunoscînd suzeranitatea împăratului. Stainville a primit bucuros și a însărcinat pe căpitanul Franț Ernau să sprijine acțiunea Ciaurului cu vro trei sute de husari secui.

Precum se știe, expediția a reușit la început de minune: o mulțime de moldoveni s-a unit cu catanele, au ajuns cu toții la Ieși și cît pe ce erau să puie mîna pe domn. Dar acesta avusese vremea să cheme în ajutor un număr copleșitor de tatari. Catanele și răsculații au fost învinși, prinși și măcelăriți mai toți, iar viteazul Franț Ernau, căzut în mînile domnului, a fost bătut de el cu buzduganul, apoi i s-a tăiet capul. Dar Ciaurul a scăpat.”—Radu Rosetti, Amintiri

## Decesul și moștenitorul
Generalul Stainville a murit necăsătorit și fără copii la Sibiu. Ca moștenitor l-a instituit pe fiul surorii sale Nicole, François Joseph de Choiseul⁠(en)[traduceți] (1696-1769). Acesta a fost ambasador la Londra și tatăl ministrului de externe Étienne François de Choiseul⁠(en)[traduceți] (1719-1785).

## Locul de veci
Generalul Stainville a fost înmormântat în Biserica Franciscană din Sibiu.